# Psammitis abramovi
Psammitis abramovi is een spinnensoort uit de familie van de krabspinnen (Thomisidae).
De wetenschappelijke naam van de soort werd in 1995 als Xysticus abramovi gepubliceerd door Joeri Michailovitsj Maroesik en Dmitri Viktorovich Logunov.